# Hygiène des mains

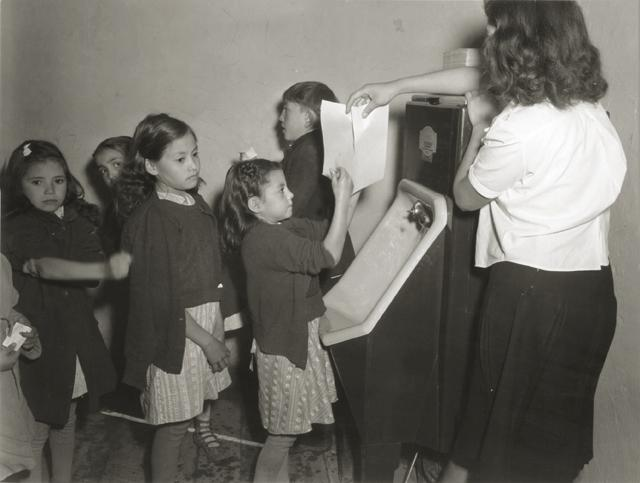
Écoliers lavant leurs mains avant le repas.

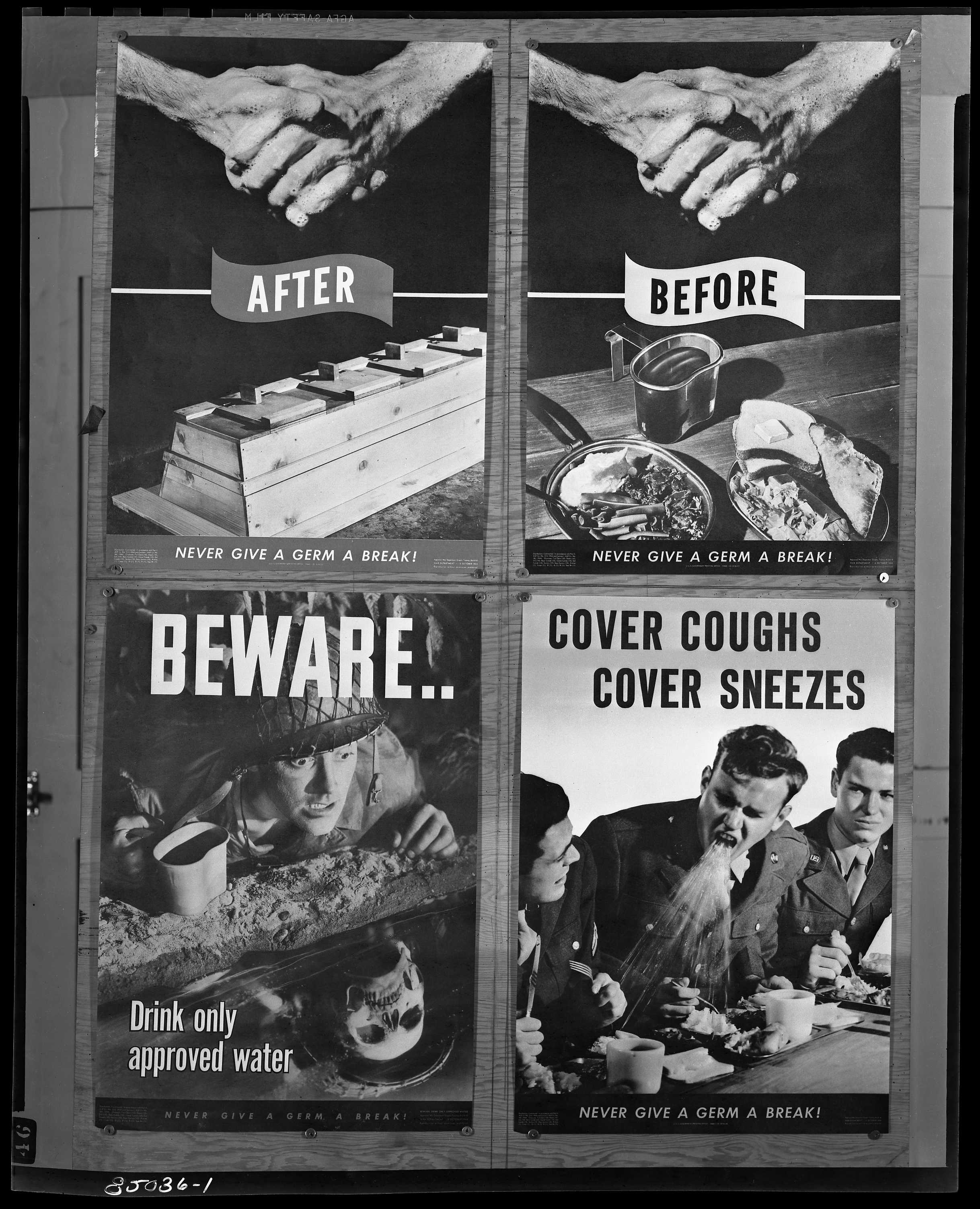
Affiches pédagogiques destinées aux soldats américains, dans le cadre d'une campagne sur l'hygiène, les deux premières images traitant de l'importance du lavage des mains après avoir utilisé les toilettes et avant de manger. Les deux autres images invitent à ne pas boire de l'eau non déclarée potable, et à ne pas éternuer ou postillonner vers les autres ou leurs aliments. Cette affiche a été utilisée durant la Seconde Guerre mondiale ou aux environs de cette période. Un thème fréquent était aussi : Ne donnez jamais un instant de répit aux germes

 (septembre 2009).
Si vous disposez d'ouvrages ou d'articles de référence ou si vous connaissez des sites web de qualité traitant du thème abordé ici, merci de compléter l'article en donnant les références utiles à sa vérifiabilité et en les liant à la section « Notes et références ».
La pratique de l'hygiène des mains consiste en l'application d'une série de mesures destinées à assurer la propreté des mains dans un objectif essentiellement sanitaire. Le but du lavage des mains, dans la vie quotidienne, est la détersion, laquelle consiste à enlever les saletés, notamment les graisses et la matière organique, d'éventuels produits toxiques, et certains microbes.

## Définition élargie
L’hygiène des mains est un des éléments de l’hygiène de la vie quotidienne. D’un point de vue anatomique, les mains sont l’outil de préhension des humains et lui servent à interagir avec son environnement. Cet environnement externe est peuplé par la flore bactérienne ou virale, mais aussi par les salissures et éléments toxiques. Entrées en contact et colonisées par ces agents, les mains participent à véhiculer ces éléments.
La pratique de l’hygiène des mains contribue à réduire ou à limiter le risque de transmission de germes, de microorganismes ou de salissures et à prévenir la contamination des personnes ou objets manipulés par ces mêmes agents.
Une bonne réalisation de l’hygiène des mains cherche à éliminer les salissures et à contrôler efficacement la prolifération de la flore cutanée au niveau des mains, et ce notamment en éliminant la flore transitoire et en réduisant la flore commensale.
Dans la vie quotidienne, la pratique de l’hygiène des mains participe à prévenir la transmission manuportée de germes responsables de maladies infectieuses (telles la grippe, les gastro-entérites aiguës, le choléra, les germes responsables d’intoxication alimentaire), mais aussi de substances toxiques pour l’humain (chimiques ou biologiques), avec lesquels les mains auraient pu être en contact.
Des campagnes actuelles de santé publique, telles que celles menées par l’INPES sensibilisent, informent et incitent la communauté à « se laver les mains » quand la bonne occasion se présente. L’hygiène de base nous apprend qu’il est recommandé de se laver les mains avant et après avoir, manipulé des aliments, manger, être allé aux toilettes, s’être occupé de quelqu’un d’autre, notamment des personnes fragiles (enfants, personnes âgées) ainsi qu’à de nombreux autres moments clés.
Dans le domaine des soins, notamment en milieu médical, l’hygiène des mains doit être adaptée aux différentes situations de soins, en lien avec les données validées. Sa pratique est enseignée comme une technique, et est gage de sécurité sanitaire. C’est une des principales mesures de lutte contre les infections nosocomiales.

## Aspects historiques
Ignace-Philippe Semmelweis (1818-1865) démontra l’utilité du lavage des mains après la dissection d’un cadavre, avant d’effectuer un accouchement (voir détails dans l'article effet Semmelweis).
L’installation de l’eau courante et du tout-à-l'égout, avec l’invention du robinet, a été une évolution importante pour la promotion du lavage des mains dans les habitations. Auparavant, cette activité avait lieu à l’extérieur des lieux d’habitation. Toutefois, des systèmes permettant un lavage avaient été pensés, avec par exemple les puisettes et les cassottes, coussottes ou couades, etc.
Malgré ces systèmes, le lavage insuffisant des mains est à l'origine de plus de 50 % des infections d’origine alimentaire. Pourtant, le lavage des mains au savon, en particulier après un contact avec des excréments (après défécation et après manipulation des selles d’enfant), peut réduire l’incidence diarrhéique de 42 % à 47 %. L'observation de personnes dans les toilettes publiques révèle que 14,6 % des hommes ne se lavent pas les mains du tout, versus 7,1 % des femmes. Quand ils se lavent les mains, seuls 50,3 % des hommes utilisent du savon, versus 77,9 % des femmes. Les gens prétendent qu'ils se lavent les mains régulièrement, mais les études scientifiques montrent le contraire : alors que 92 % des téléphones portables sont recouverts de bactéries, 16 % sont contaminés par des bactéries fécales de type Escherichia coli.
En 2017, une équipe américaine associant des chercheurs de l'université Rutgers et de Gojo Industries (en), un industriel du savon liquide, recense l'abondante littérature scientifique sur ce sujet. Elle remarque que « la littérature sur le lavage de mains comporte une quantité phénoménale de fausses informations et manque de données sur de nombreux problèmes ». Après avoir testé les quatre grands paramètres du lavage de mains (temps de frottage, température de l'eau, quantité de savon, type de savon, classique ou antibactérien), elle conclut que le seul facteur critique d'efficacité est le temps de lavage des mains.

## Santé publique

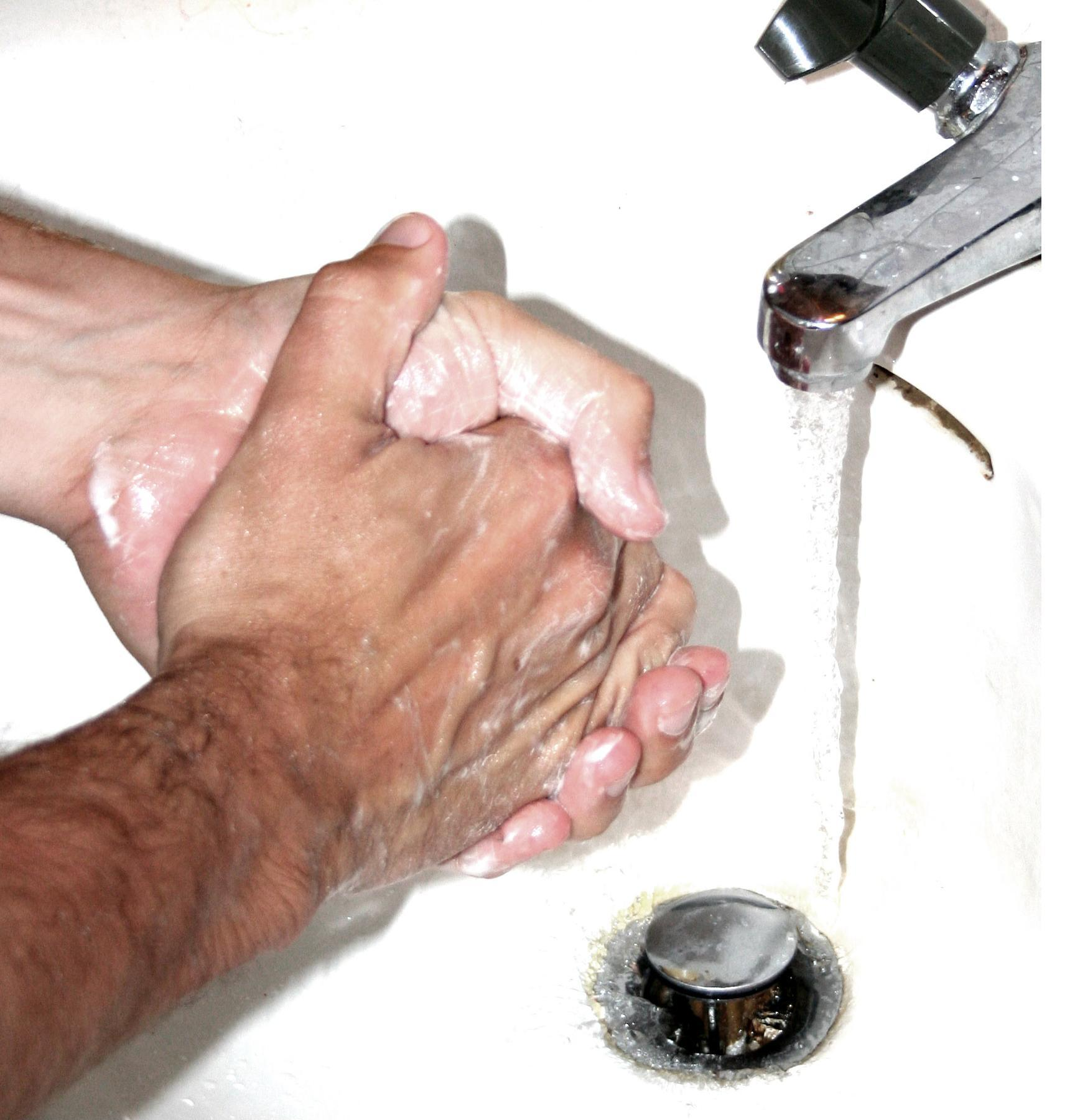
Lavage à l’eau et au savon.

La prise de conscience du risque de transmission manuportée d’agents infectieux est un enjeu de santé publique. Elle fait également partie de l’hygiène vitale enseignée à l’enfant.
On recommande généralement de se laver ou de se désinfecter les mains au minimum :
- avant, pendant et après avoir préparé à manger ;
- avant de servir les repas ;
- avant et après avoir bu et/ou mangé ;
- avant de porter quelque chose à sa bouche (médicament, chewing-gum…)
- avant et après s'être occupé d’un nouveau-né ou d’un bébé ;
- avant et après avoir nettoyé une plaie, effectué des soins ;
- avant et après être allé aux toilettes ;
- après avoir pratiqué des activités salissantes ou manipulé des produits non alimentaires (bricolage, nettoyage) ;
- après avoir touché une/des surface(s) fréquemment touchée par le grand public (pompe à essence, poignée de porte)
- quand les mains sont souillées ;
- avant et après avoir effectué la toilette d’une personne ;
- après s’être mouché, avoir toussé ou éternué ;
- après avoir manipulé des ordures ;
- après avoir touché de l’argent ;
- après avoir rendu visite à une personne malade ;
- après avoir touché un animal ou son environnement ;
- à l’entrée et à la sortie des lieux accessibles au grand public (musée, magasins, restaurants…)
- après avoir pris les transports en commun (bus, car, train, tramway, métro) ;
- après une poignée de mains ;
- en arrivant à l’école, au bureau ;
- après chaque sortie à l’extérieur ;
- avant de manipuler de la lingerie ou de la vaisselle propre ;
- avant de se toucher le visage ;
- avant de mettre un masque de protection et après l’avoir enlevé ;
- entre chaque patient (pour le personnel soignant)[11],[12].

Il est recommandé d’également pratiquer l’hygiène des mains avant de, mettre des lunettes ou de les repositionner, se coiffer, se raser, se brosser les dents, se maquiller, se laver cheveux, corps ou oreilles et après s’être coupé les ongles.
Une étude publiée en 2010 a montré que 3 à 4 % de 1 747 experts de la grippe, hors de leur milieu habituel de travail (toilettes de deux salles de congrès où se déroulaient deux colloques sur la grippe durant la pandémie de H1N1 en 2009) ne se sont pas lavé les mains au savon et à l’eau et 19 % en Norvège et 36 % aux États-Unis n’ont pas utilisé de savon (remarque : un gel hydroalcoolique personnel éventuellement utilisé n’a pas été pris en compte). Les hommes se sont moins lavé les mains que les femmes.
Après lavage, s'essuyer les mains avec une serviette en papier jetable, à usage unique ou lavable est préférable au séchoir à air chaud pulsé (qui notamment, augmente beaucoup (de 2 à 3 fois) le niveau de contamination par des microbes problématiques (fécaux, pathogènes et/ou antibiorésistants) dans les espaces toilettes d'hôpitaux testés en France, au Royaume-Uni ou en Italie).

## Méthodes

### Lavage à l'eau et au savon

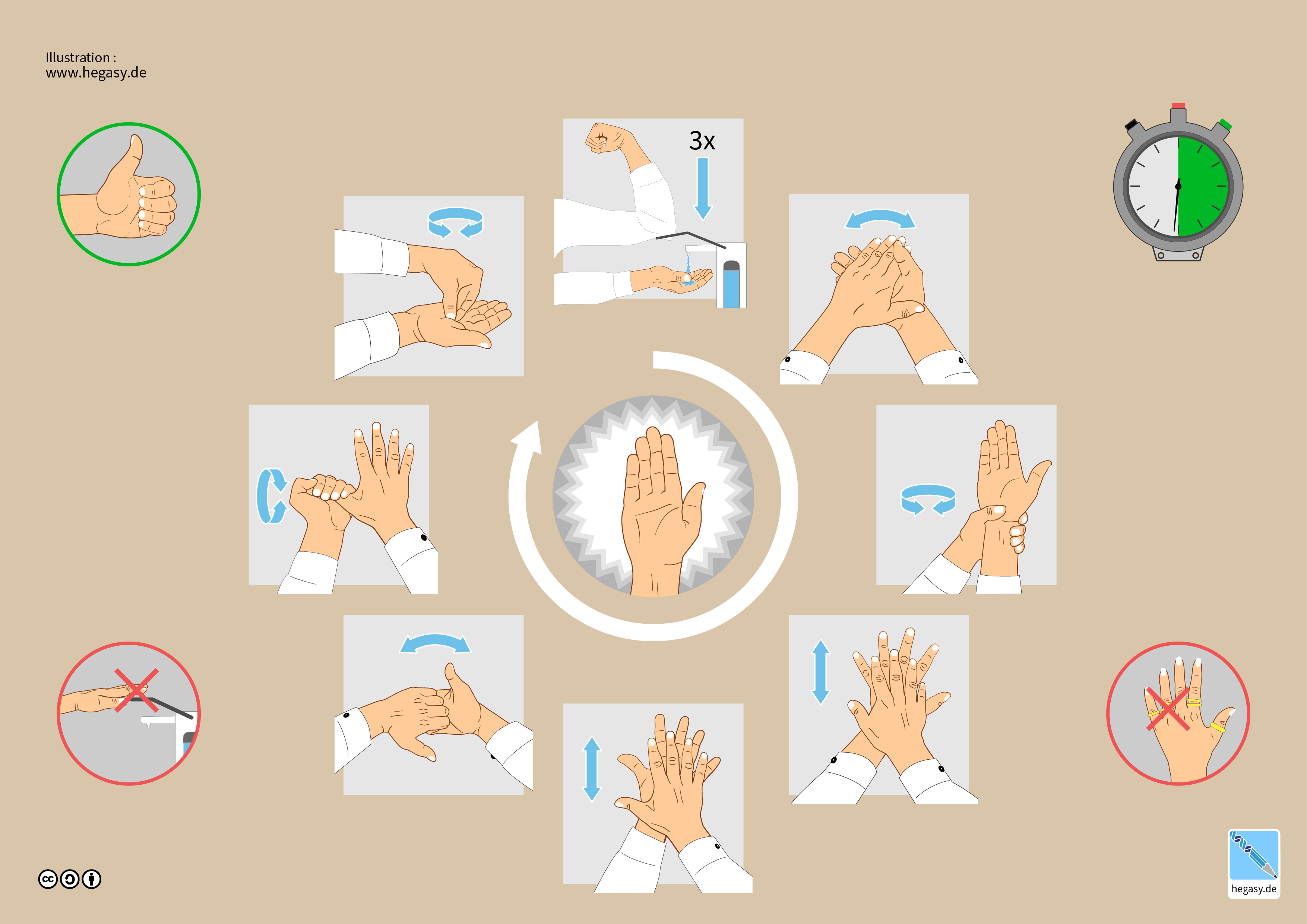
Protocole de lavage des mains

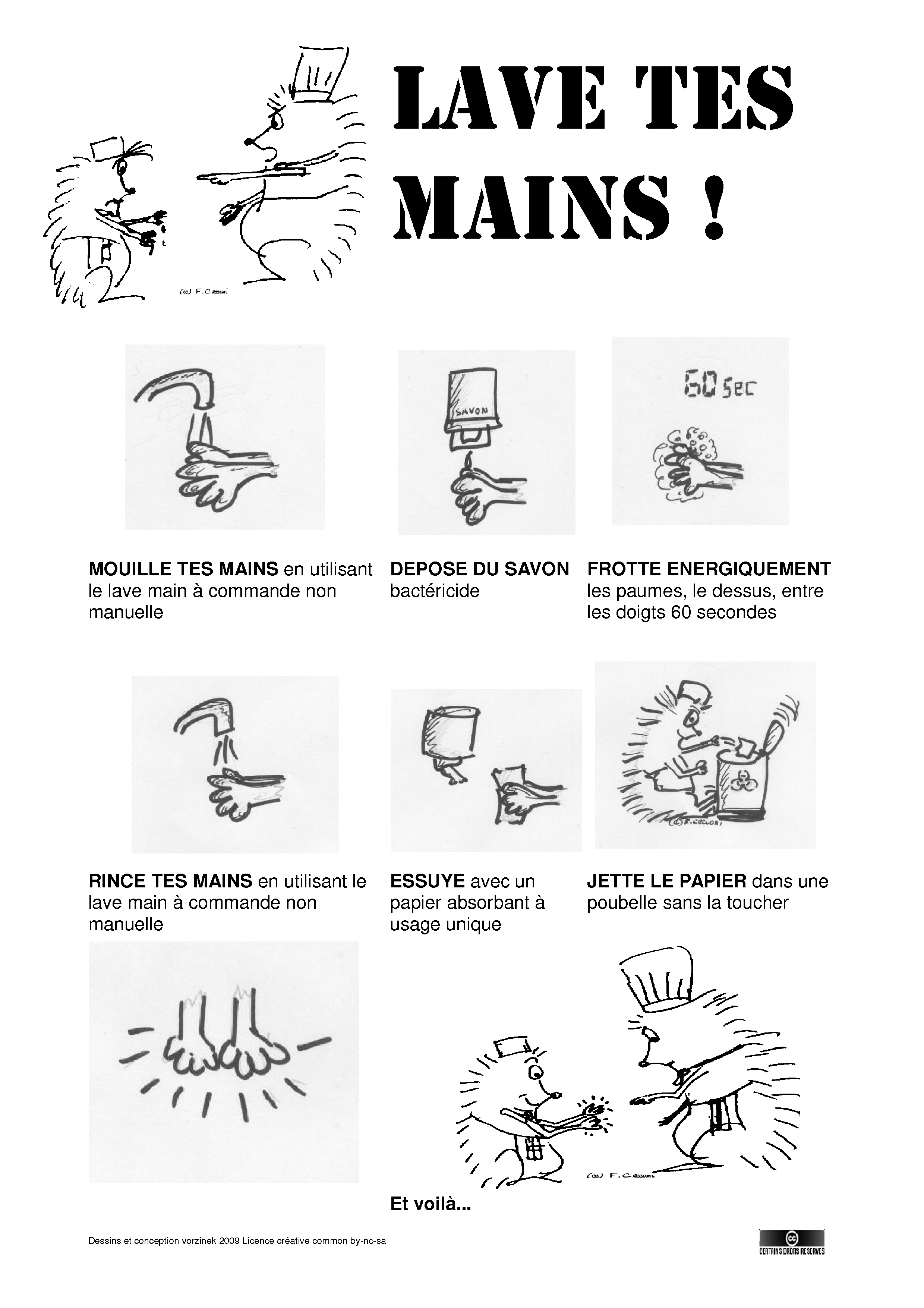
Exemple de protocole de lavage des mains en restauration.

Dans le cas général, on se lave les mains à l'eau avec un savon doux, en faisant attention à se laver la paume, le dos de la main, les poignets, les doigts et leurs interstices, pendant au moins trente secondes, avant de rincer à l'eau claire et de sécher avec une serviette propre ou un papier à usage unique. Si les ongles sont longs et que le dessous des ongles est souillé, il est recommandé de se brosser les ongles avec une brosse douce. Le lavage avec un savon bactéricide peut être indiqué en fonction des germes à éliminer durant le lavage.
Les étapes-clés sont les suivantes :
- se mouiller les mains avec de l'eau mitigée ou tiède ;
- prendre du savon liquide et bien se frotter (ou masser) les mains pendant 30 à 60 secondes ;
- se rincer les mains ;
- se sécher les mains avec du papier à usage unique ;
- fermer le robinet, s'il n'est pas automatique avec une feuille de papier ;
- jeter le papier dans une poubelle sans contact avec celle-ci.

Dans les milieux de soin, la pratique de l'hygiène des mains a pris une place prépondérante face à la lutte contre les infections nosocomiales.
Les éléments capitaux sont :
- les essuie-mains doivent être à usage unique ;
- maintenir les mains au-dessus des coudes afin que l'écoulement de l'eau n'amène pas les impuretés des avant-bras sur les mains ;
- les robinets, poubelles et distributeurs de savon doivent pouvoir s'utiliser sans contact manuel (pédale, appui avec le coude), ou alors, il faut se faire aider par une autre personne pour les manipuler (ou à défaut les manipuler avec un essuie-main à usage unique).

La technique du lavage des mains de l'OMS n'inclut pas le lavage des poignets.
Il existe trois types de lavage des mains pour le personnel soignant :
- le lavage simple : il dure au moins 30 secondes, il s’effectue avec un savon doux avant et/ou après les actions du quotidien (coiffage, repas…).
- le lavage antiseptique : il dure au moins 1 minute et s’effectue avec un savon antiseptique lors des soins nécessitant une asepsie rigoureuse (pose d’un cathéter périphérique, d’une sonde urinaire, etc.). Ce type de lavage est aussi obligatoire lors d’un contact avec un patient en isolement septique et protecteur (à l’entrée et à la sortie de la chambre).
- le lavage chirurgical : il dure au moins 3 minutes, il s’effectue avec un savon antiseptique ainsi qu’une brosse stérile. Il est indispensable avant tout geste chirurgical (interventions chirurgicales, pose de drains, etc.).

### Solution hydroalcoolique

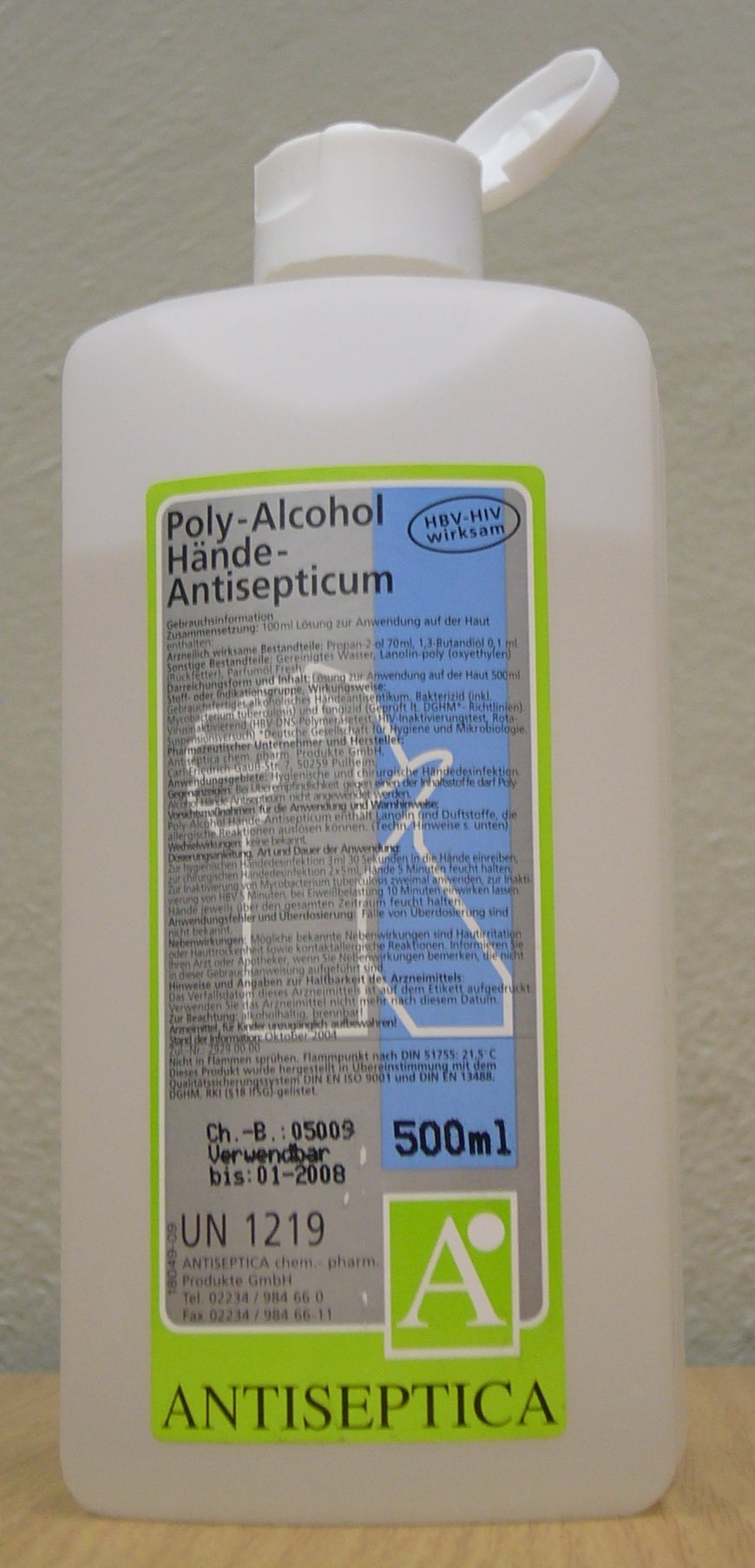
Flacon de solution hydroalcoolique.

L’hygiène des mains peut être réalisée par une méthode de friction de solution hydroalcoolique. La friction hydroalcoolique doit être réalisée lorsque les mains sont visiblement non souillées (absence de liquides biologiques ou d’autres produits). Il faut faire toutefois attention à utiliser des produits non agressifs : des mains abîmées sont des portes d’entrée privilégiées de microbes et de toxines.
Dans les milieux de soins, il existe deux types de friction hydroalcoolique :
- la simple friction de 30 secondes est au moins aussi efficace voire largement plus [réf. nécessaire] que les techniques de lavage simple des mains au savon doux et de lavage antiseptique.
- la friction chirurgicale des mains[16] s’associant avec un lavage préalable à l’aide d’un savon doux.

## Symbolisme
- S’en laver les mains : devenir indifférent, considérer que sa responsabilité n’est pas impliquée - voir Ponce Pilate.

### Articles connexes

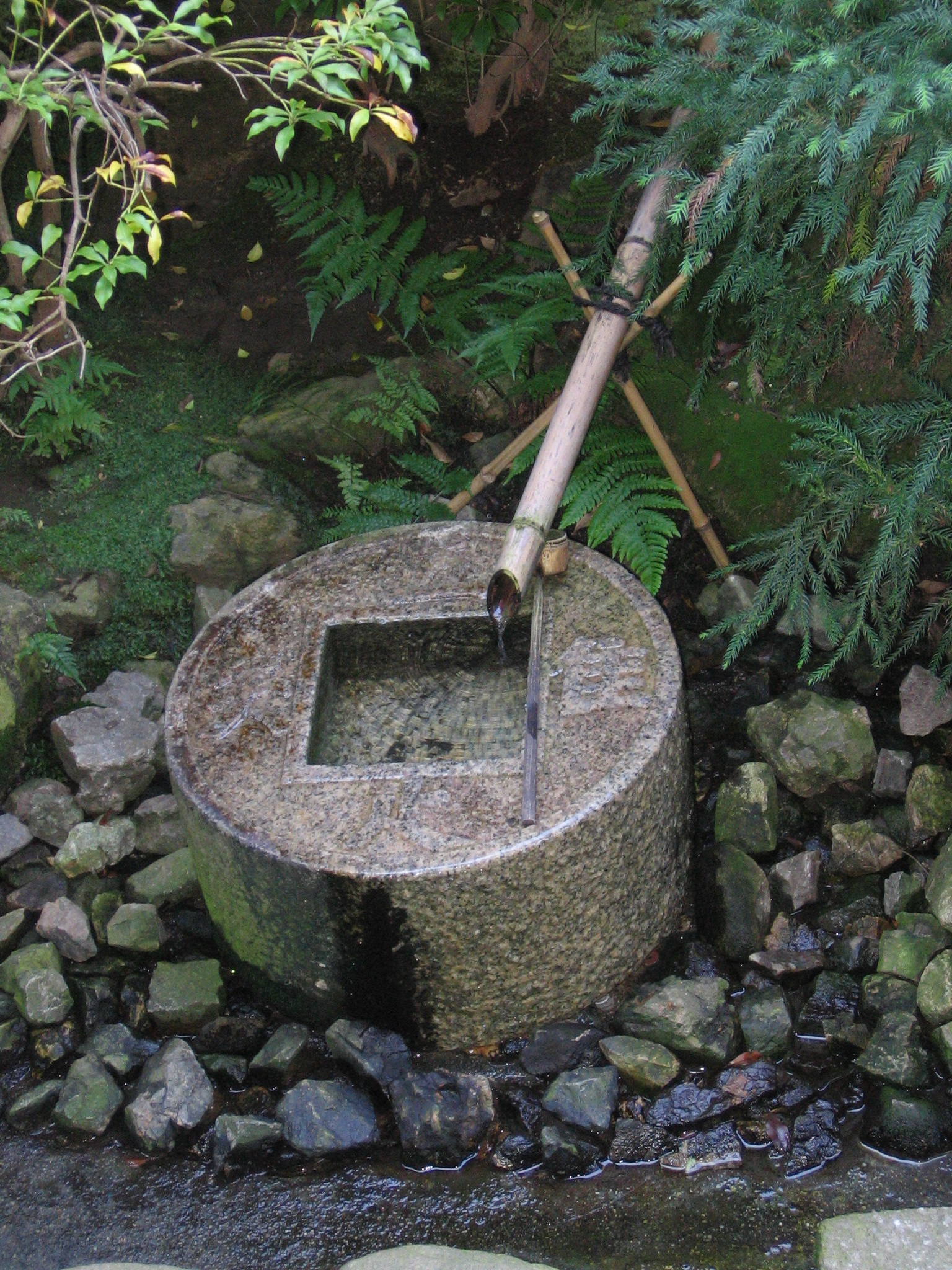
Un tsukubai, bassin destiné à se purifier les mains.